# Уем
Уем (на френски: Waimes) е селище в Югоизточна Белгия, окръг Вервие на провинция Лиеж. Населението му е около 6700 души (2006).